# Milton (condado de Strafford)
Milton es un lugar designado por el censo ubicado en el condado de Strafford en el estado estadounidense de Nuevo Hampshire. En el Censo de 2010 tenía una población de 575 habitantes y una densidad poblacional de 274,42 personas por km².

## Geografía
Milton se encuentra ubicado en las coordenadas 43°24′11″N 70°59′33″O / 43.40306, -70.99250. Según la Oficina del Censo de los Estados Unidos, Milton tiene una superficie total de 2.1 km², de la cual 2.09 km² corresponden a tierra firme y (0.25%) 0.01 km² es agua.

## Demografía
Según el censo de 2010, había 575 personas residiendo en Milton. La densidad de población era de 274,42 hab./km². De los 575 habitantes, Milton estaba compuesto por el 96.17% blancos, el 0.87% eran afroamericanos, el 0% eran amerindios, el 0% eran asiáticos, el 0% eran isleños del Pacífico, el 0% eran de otras razas y el 2.96% pertenecían a dos o más razas. Del total de la población el 1.22% eran hispanos o latinos de cualquier raza.